# Tandmätare

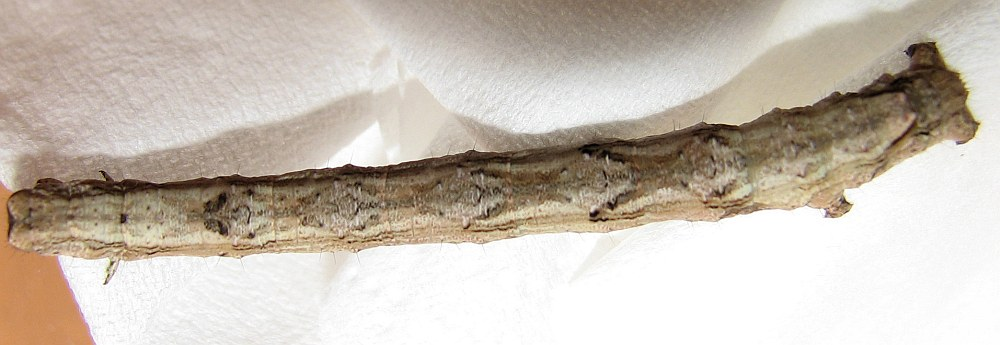
Larv

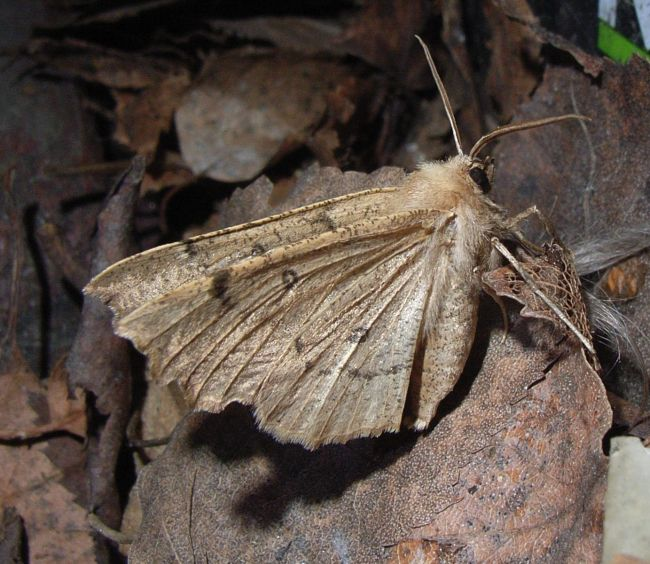

Tandmätare (Odontopera bidentata) är en stor till medelstor mätare.

## Kännetecken
Tandmätarens vingspann är 37,0–45,0 millimeter, och könen är i stort sett lika. De skiljs från varandra med hjälp av antennerna. Vingarnas färg varierar från ljust grågul till mörk gråbrun. Framvingarna har två tvärlinjer, bakvingarna endast en.

## Utbredning
Tandmätaren är allmänt utbredd i Sverige från Skåne ända upp till Norrbotten. Den lever i olika miljöer med lövträd och buskage, i trädgårdar, lundar, parker och också någon gång på kärr. Världsutbredningen sträcker sig från Spanien ända till Tibet. 

## Levnadssätt
Tandmätaren flyger från slutet av maj till månadskiftet juni–juli. Larven är polyfag, det vill säga den lever på flera olika växter.
Värdväxter är bland annat:
- Björkar Betula
- Alar Alnus
- Poppelsläktet Populus
- Viden Salix
- Rönnsläktet Sorbus
- Hägg Prunus pardus
- Lind Tilia
- Vinbärssläktet Ribes
- Tall Pinus
- Gran Picea
- Lärkträd Larix
- Blåbär Vaccinium myrtillus
- Getpors Rhododendron tomentosum
- Gråbo Artemisia vulgaris